# Alf Blomback
Alf Blomback (* 1960) ist ein ehemaliger finnischer Radrennfahrer.

## Sportliche Laufbahn
Blomback war im Straßenradsport aktiv. Er gewann die Eintagesrennen Lapväärtin ajot 1986 und 1987 und Seinäjoen kortteliajot 1988. 1990 wurde er Dritter der nationalen Meisterschaft im Straßenrennen hinter dem Sieger Suho Suikkari.
Die Internationale Friedensfahrt fuhr er zweimal. 1981 wurde er 60. und 1982 64. der Gesamtwertung. Mit der Nationalmannschaft bestritt er die Polen-Rundfahrt, die Schweden-Rundfahrt und das Milk Race.